# Bol'šeglušickij rajon
Il Bol'šeglušickij rajon (in russo Большеглушицкий район?) è un rajon dell'Oblast' di Samara, nella Russia europea. Istituito nel 1928, il suo capoluogo è Bol'šaja Glušica.